# Volta ao País Basco de 2013
A 53.ª edição da Volta ao País Basco, disputou-se em 2013 entre 1 e 6 de abril, esteve dividida em seis etapas: cinco em estrada e a última em contrarrelógio, por um total de 833,1 km.
A prova integrou-se no UCI WorldTour de 2013.
O vencedor final foi Nairo Quintana (quem também fez-se com a etapa rainha) depois de arrebatar a camisola amarela ao seu compatriota Sergio Henao (finalmente terceiro e vencedor também de uma etapa) na última e decisiva contrarrelógio na localidade guipuzcoana de Beasain na que também lhe arrebatou a camisola cinza da regularidade. Depois desse contrarrelógio final entre eles se situou Richie Porte parceiro de equipa de Henao.
Nas outras classificações secundárias impuseram-se Amets Txurruka (montanha e metas volantes) e Movistar (equipas).

## Percurso

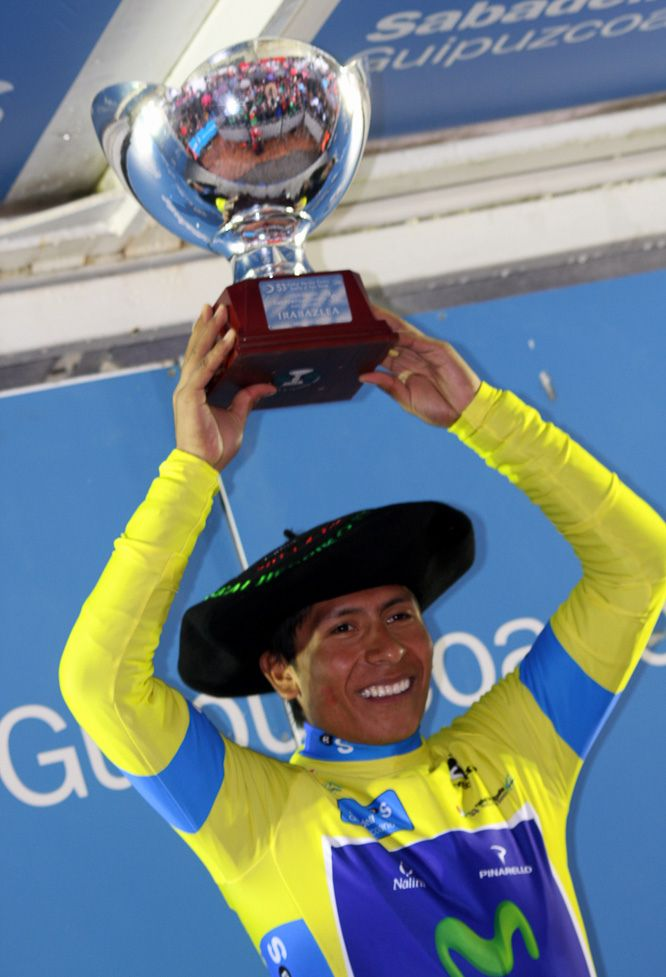
Nairo Quintana, vencedor da edição 2013.

Como costuma ser habitual se adiantou parte do percurso ao finalizar a edição anterior. No entanto, com respeito a ditas intenções não finalizou em Biscaia como tinham previsto fazer dando especial protagonismo a Guipúscoa no percurso definitivo anunciado de 23 de março de 2013 com o início em Elgoibar, final da 4.ª etapa em Arrate (Eibar) e final da prova (final da 5.ª etapa e 6.ª etapa íntegra) em Beasain. Devido a isso se repetiram passo pelos mesmos lugares em diferentes etapas -deixando a um lado a contrarrelógio que sempre se disputa na localidade final da etapa anterior- por exemplo o passo por Elgoibar na 1.ª, 4.ª e 5.ª etapas, pelo porto de Elgueta (subido por diferentes vertentes) e Vergara na 1.ª, 2.ª e 4.ª etapas, por Echevarría e o porto de San Miguel na 1.ª e 4.ª etapas e por Azpeitia na 1.ª e 5.ª etapas.

### Descrição das etapas
1.ª etapa

A primeira parte da etapa passou pela comarca do Alto Deva para depois de uma volta voltar a Elgoibar para dirigir-se ao duro e estreito porto de Azurki pela vertente de Endoia -que não se subia a nível profissional desde a Volta ao País Basco de 2002 conquanto até 2004 era habitual na Euskal Bizikleta ainda que por outra vertente- a 56,5 km da meta. Depois de finalizar a sua descida em Elgoibar se adentrou na última parte da etapa que conquanto poderiam se produzir reagrupamentos os altos de Kalbario (3.º categoria) e San Miguel (2.ª categoria) cujo cume está situada a 7 km da chegada poderiam evitar a chegada de um grupo numeroso a meta sobretudo se as condições meteorológicas são adversas. A última vez que se chegou a Elgoibar, também depois da passagem por Azurki por essa vertente, foi no primeiro sector da 5.ª etapa de dita edição do 2002 no que apesar do duplo passo posterior pelo porto de Azcárate (2.ª categoria) -que situaram a cume de Azurki a uns 30 km da chegada- chegaram destacados 5 corredores com quase 1 minuto de vantagem sobre o seguinte grupo.

2.ª etapa

Etapa clássica da Volta ao País Basco com final em Vitoria, a única com previsível chegada em massa de um grupo numeroso. Se adentra em Álava através de Salinas de Léniz (2.ª categoria) e depois de chegar à capital alavesa sem dificuldades orográficas repete-se praticamente o mesmo circuito da edição de 2008 e da edição de 2012 (últimas vezes que esta Volta tem chegado a dita capital): porto de Vitoria (3.ª categoria), rodeio pelo Condado de Treviño para enfrentar o estreito alto de San Martín (3.ª categoria) e finalmente o porto de Zaldiaran (3.ª categoria, às vezes catalogado de 2.ª) a 9 km da meta.

3.ª etapa

Clássica etapa com final nas imediações do bairro do Arvoredo no Vale de Trápaga ainda que desta vez com uma modificação substancial em seu final endurecendo-o consideravelmente ao mudar a ordem das ascensões ao Arvoredo com respeito ao último final nessa zona na edição de 2005. Os primeiros 80 km decorreram por Álava entrando em Biscaia através de Gordejuela e o alto de San Cosme (não pontuável, habitualmente pontuado de 3.ª categoria). Depois de passar pelo alto de Humaran (3.ª categoria) se adentrou na subcomarca da Zona Mineira através de Sopuerta onde decorreram os últimos quilómetros da etapa. Depois de passar pelo Vale de Trápaga subiu-se o porto da Reineta (2.ª categoria) que costumava ser o final clássico desta etapa; no entanto antes de subir à La Longínqua baixou-se pela estrada BI-3757 finalizada em 2008 (que já se utilizou como ascensão na edição de 2010 na primeira subida à zona do Arvoredo). Depois de um pequeno rodeio por Ciérvana para evitar cruzamentos voltou-se praticamente ao mesmo lugar para ascender o porto através de Musques utilizando as estradas rurais de Putxeta e Las Calizas e culminando com a ascensão até La Longínqua (2.ª categoria). Esta irregular e dura vertente do porto (que combina trechos de uns 500 metros meio ao 15% de desnível -chegando até 21%- com descidas e falsos planos) nunca tinha sido utilizada como final de etapa e o mais perto foi na mencionada edição de 2010 que se coroou a 18 km de meta e ainda assim deixou destacados a 9 corredores (que foram neutralizados por outro pequeno grupo a 2 km de meta chegando o seguinte grupo a mais de minuto e meio) e sem o acrescentado da Longínqua.

4.ª etapa
Tradicional chegada a Eibar com final em Arrate depois de passar por Usartza (1.ª categoria) e anteriormente por Ixua (1.ª categoria) calcando praticamente os mesmos últimos 90 km desde a edição de 2010: Vergara, Placencia de las Armas, Karabieta (2.ª categoria), Miota (3.ª categoria), Areitio (3.ª categoria) com as ascensões finais mencionadas de Usartza e Ixua (ambas de 1.ª categoria) com o alto de San Miguel (2.ª categoria) -que já se ascendeu na primeira etapa a 7 km de meta- entre essas duas.

5.ª etapa

A etapa com mais portos ou altos pontuáveis desta edição com até 10. Ao pouco de começar ascendeu-se o porto de Urraki (1.ª categoria) - que não se subia a nível profissional desde a Euskal Bizikleta de 2004 - e depois de cruzar várias pequenas ascensões de 3.ª categoria chegou-se ao alto de Liernia em Mutiloa onde se deu 1 volta a um circuito de 33 km com os altos pontuáveis de Olaberría (2.ª categoria) e Gaviria (3.ª categoria) mais o mencionado de Liernia (não pontuável) e Ceráin (não pontuável) ao princípio de dito circuito. Posteriormente depois de passar por segunda vez por Olaberria a corrida dirigiu-se a Beasain para enfrentar a parte decisiva da etapa com de novo Gabiria (3.ª categoria) Liernia (não pontuável) e Ceráin (não pontuável), Barbaris (2.ª categoria) e de novo Olaberría (2.ª categoria) esta última a 5,8 km da meta. A vertente pela que se subiu ao alto de Olaberria em todas suas ascensões foi inédita no ciclismo profissional já que a pouco mais de 1 km teve várias rampas meio ao 21% de desnível.

6.ª etapa

Como vem sendo habitual a contrarrelógio final passou pelos pontos fortes da etapa anterior. Assim à saída de Beasain se dirigiram à "parte alta de Ormáiztegui" para repetir a seguir os primeiros quilómetros do circuito utilizado no dia anterior com o alto de Liernia, Ceráin e Olaberria (desta vez não pontuável) para depois da sua descida se dirigir a Beasain tal e como se fez ao final da etapa anterior.

### Reacções
Depois de conhecer-se o percurso Samuel Sánchez, líder do Euskaltel Euskadi, declarou que: “É a Volta ao País Basco mais dura dos últimos anos” destacando a penúltima etapa e o contrarrelógio de Beasain.
Apesar de não acabar em alto similar opinião tiveram da etapa de Beasain Haimar Zubeldia e Gorka e Ion Izagirre conhecedores dessa zona do Goyerri, destacando os irmãos Izagirre também os últimos 500 m das ascensão à Longínqua.
Por sua vez Beñat Intxausti descreveu a subida irregular da Longínqua: "A Longínqua é uma subida em escada, com três rampas de 600 metros, curtas, mas duras, modelo clássicas. É mais duro Arrate, mas igual há mais diferenças na Longínqua". Coincidindo na dureza da etapa de Beasain pronosticando que "Se se vai um grupo pequeno pode fazer mais dano que Arrate e A Longínqua".
Alberto Contador, líder do Saxo Tinkoff e vencedor em duas ocasiões da Volta ao País Basco, conhecedor do terreno pela sua etapa amador também fez boa atuação nas etapas de Beasain (a de em linha como a contrarrelógio): As etapas de Beasain eu acho que vão marcar a corrida, mais inclusive que os dois finais em alto. No entanto, também advertiu: Numa Volta como esta todas as etapas são importantes. Igual a de Vitoria é a mais tranquila, mas o resto vão ser todas superimportantes. Qualquer corte pode fazer-te perder segundos importantíssimos ao final.
A imprensa especializada descreveu o aumento de dureza global com respeito às últimas edições e a recuperação do final na Longínqua que não se subia desde 2005 com 6 jornadas muito diferentes entre si dando oportunidades a diferente tipo de corredores. Não devia encontrar algumas voltas afastando os portos duros da chegada e a repetição de passagem por alguns portos inclusive em diferentes etapas, além da tradicional contrarrelógio do último dia que em sua opinião deveria estar colocada antes para que tenha umas primeiras diferenças que obriguem a atacar aos corredores tendo em conta que o percurso é propício para poder recuperar essas diferenças.

### Outros factos destacados
Pela primeira vez em sua história não passou por Navarra nem sequer uns quilómetros. Conquanto não há uma obrigação dos lugares por onde a corrida tem de passar tem sido tradicional, e sempre ocorreu até esta edição, que Álava, Guipúscoa, Biscaia e Navarra tivessem ao menos um início e final de etapa condicionando às vezes o percurso por isso.
Destacou o quilometragem do contrarrelógio final já que habitualmente costuma rondar os 10-15 km e desta vez foi-se até os 24 km igualando a marca da contrarrelógio de Zalla (realizada em 2006, 2009 e 2011) ainda que com a grande diferença de que naquela apesar de subir os altos de Avellaneda (não pontuável), o porto de Bezi (de 3.ª categoria -mas como costuma ser habitual nos contrarrelógios desta corrida sem catalogar na crono-) e o alto da Herrera (não pontuável) passavam maioritariamente por estradas principais e inclusive por longas retas. No entanto, desta vez grande parte do traçado passou por estradas urbanas e rurais além de passar pelo porto de Olaberria que na etapa anterior tinha sido catalogado de 2.ª categoria.
Por último, cabe destacar a recuperação de portos duros de 1.ª categoria como Azurki e Urraki que levavam quase 10 anos sem se subir a nível profissional que substituíram, em certa maneira, aos portos tradicionais nesta corrida, e inclusive na Volta a Espanha a seu passo pelo País Basco, de Urkiola e Orduña. Cabe destacar que ao menos se subia um deles (Urkiola ou Orduña) na maioria das edições e são isoladas ocasiões, como em 2012 e nesta de 2013 na que não se subiu nenhum deles conquanto nesta se compensou a sua falta com os portos mencionados.

## Equipas participantes
Tomaram parte na corrida 21 equipas: os 19 de categoria UCI ProTeam (ao ser obrigada sua participação); mais 2 equipas de categoria Profissional Continental mediante convite da organização (Cofidis, Solutions Crédits e Caja Rural-Seguros RGA). Formando assim um pelotão de 164 ciclistas, com 8 corredores cada equipa (excepto o Blanco e Argos-Shimano que saíram com 7 e o Sky que saiu com 6), dos que acabaram 70. As equipas participantes foram:
| Equipes ProTeam (19)- AG2R La Mondiale - Argos-Shimano - Astana - Blanco - BMC Racing Team - Cannondale Pro Cycling - Euskaltel-Euskadi - FDJ - Garmin Sharp - Katusha - Lampre-Merida - Lotto-Belisol - Movistar Team - Omega Pharma-Quick Step - Orica-GreenEDGE - RadioShack-Leopard - Saxo-Tinkoff - Sky - Vacansoleil-DCM Equipes profissionais Continentais (2)- Caja Rural-Seguros RGA - Cofidis, Solutions Crédits |
| |

## Etapas
| Etapa | Data   | Percurso                           | type                      | Distância (km) | Vencedor       | Líder geral       |
| ----- | ------ | ---------------------------------- | ------------------------- | -------------- | -------------- | ----------------- |
| 1     | 1 abr. | Elgoibar – Elgoibar                | etapa escarpada           | 156,5          | Simon Gerrans  | Simon Gerrans     |
| 2     | 2 abr. | Elgoibar – Vitoria-Gasteiz         | etapa plana               | 170,2          | Daryl Impey    | Francesco Gavazzi |
| 3     | 3 abr. | Vitoria-Gasteiz – Valle de Trápaga | média montanha            | 164,7          | Sergio Henao   | Sergio Henao      |
| 4     | 4 abr. | Valle de Trápaga – Arrate          | alta montanha             | 151,6          | Nairo Quintana | Sergio Henao      |
| 5     | 5 abr. | Eibar – Beasain                    | média montanha            | 166,1          | Richie Porte   | Sergio Henao      |
| 6     | 6 abr. | Beasain – Beasain                  | contrarrelógio individual | 24             | Tony Martin    | Nairo Quintana    |

## Desenvolvimento da corrida

### Etapa 1
| Elgoibar - Elgoibar | etapa escarpada | (156,5 km) |

#### Resumo
Ainda que no dia tinha começado com a chuva apontada pelas previsões meteorológicas, esta cedeu para o momento da saída da corrida desde Elgóibar e o transcurso da etapa, com seis cotas pontuáveis, esteve marcado pelo bom tempo. O conseguinte secado do asfalto serviu para reduzir a perigo atribuída ao descida final desde o porto de San Miguel até à meta situada na mesma villa guipuzcoana da que tinham partido os corredores, conhecida como a capital da máquina ferramenta.
Após várias tentativas para conformar uma escapada, finalmente estabeleceu-se um dúo cabeceiro formado por Amets Txurruka e Laurent Didier. Os dois fugidos foram ampliando a sua margem: ascendido já Asensio, a seu primeiro passo por Elgóibar contavam com quatro minutos de margem. No entanto, o trabalho do Saxo-Tinkoff no pelotão fez que a partir de então a diferença se fora reduzindo progressivamente. Durante a subida ao alto do Calvario, Didier não pôde manter o ritmo e deixou em solitário a Txurruka, que coroou o porto com minuto e meio com respeito ao grupo principal. O ciclista vizcaíno se pós como cabeça de corrida na comarca de Leia Artibai, da que era oriundo, onde foi finalmente atingido pelo pelotão pouco antes de atravessar seu Echevarría natal. Não obstante, o ter cruzado em cabeça os cinco primeiros portos da jornada serviu-lhe para situar ao termo da etapa à frente da classificação da montanha.
Com a fuga já neutralizada diversas equipas trataram de pôr à frente do pelotão, mas foi finalmente o Sky quem tomou o comando da mão de Vasil Kiryienka, que dirigiu o grupo a caminho a San Miguel e em suas primeiras rampas, completando a última parte da subida o Movistar. No entanto, no ponto em que se localizava o cartaz do porto se produziu uma queda que fracturou o pelotão para a descida: por diante estabeleceu-se um grupo de 17 corredores, incluídos homens como Richie Porte, Contador, Van Garderen, Gerrans, Weening, Peter Velits, Fuglsang, Henao, Nairo Quintana, Rui Costa, Špilak, Kreuziger ou Vicioso. Este grupo cabeceiro decidiu seguir adiante e cedo começaram a colaborar nos relevos para protagonizar um rápido descida final, enquanto por detrás os cortados tratavam de organizar-se e dar-lhes caça.
Com o grupo de dezassete já nas ruas de Elgóibar, foram Gerrans e Velits os primeiros em sair da última rotunda e encarar a recta de meta, protagonizando um sprint no que o vencedor foi o australiano Gerrans, quem se converteu depois no primeiro líder da classificação geral. Tanto Velits como o resto de unidades do grupo cruzaram a linha de chegada com o mesmo tempo, mas não assim quem tinham ficado separados e tinham tentado lhes atingir: a 5 s chegaram Samuel Sánchez, Gilbert, Talansky, Klöden, os irmãos Gorka e Ion Izagirre, Hesjedal, Cunego, Poels ou Péraud, e algo mais de tempo cederam outros favoritos como Intxausti (a 21 s), Tony Martin (a 28 s) ou De Gendt (a 53 s). O mais prejudicado foi não obstante Van den Broeck: implicado na queda de San Miguel que tinha protagonizado a jornada e com o joelho consequentemente ensanguentado, perdeu mais de cinco minutos e ficou praticamente sem opções para disputar a geral.

#### Classificações
| \| Classificação por etapas \| Classificação por etapas \| Classificação por etapas \| Classificação por etapas \| Classificação por etapas \| \| Ciclista \| Ciclista \| Equipe \| Tempo \| \| \| ------------------------ \| ------------------------ \| ------------------------ \| ------------------------ \| ------------------------ \| \| 1. \| Simon Gerrans \| Orica-GreenEDGE \| 4h06m33s \| \| \| 2. \| Peter Velits \| Omega Pharma-Quick Step \| + 0s \| \| \| 3. \| Ángel Vicioso \| Katusha \| + 0s \| \| \| 4. \| Francesco Gavazzi \| Astana \| + 0s \| \| \| 5. \| Jakob Fuglsang \| Astana \| + 0s \| \| \| 6. \| Sergio Henao \| Team Sky \| + 0s \| \| \| 7. \| Alberto Contador \| Saxo-Tinkoff \| + 0s \| \| \| 8. \| Richie Porte \| Team Sky \| + 0s \| \| \| 9. \| Nairo Quintana \| Movistar Team \| + 0s \| \| \| 10. \| Pieter Weening \| Orica-GreenEDGE \| + 0s \| \| |                   |                         |          |
| |                   |                         |          |
| |                   |                         |          |
| Classificação por etapas |                   |                         |          |
| Ciclista | Ciclista          | Equipe                  | Tempo    |
| 1. | Simon Gerrans     | Orica-GreenEDGE         | 4h06m33s |
| 2. | Peter Velits      | Omega Pharma-Quick Step | + 0s     |
| 3. | Ángel Vicioso     | Katusha                 | + 0s     |
| 4. | Francesco Gavazzi | Astana                  | + 0s     |
| 5. | Jakob Fuglsang    | Astana                  | + 0s     |
| 6. | Sergio Henao      | Team Sky                | + 0s     |
| 7. | Alberto Contador  | Saxo-Tinkoff            | + 0s     |
| 8. | Richie Porte      | Team Sky                | + 0s     |
| 9. | Nairo Quintana    | Movistar Team           | + 0s     |
| 10. | Pieter Weening    | Orica-GreenEDGE         | + 0s     |

| \| Classificação geral \| Classificação geral \| Classificação geral \| Classificação geral \| Classificação geral \| \| Ciclista \| Ciclista \| Equipe \| Tempo \| \| \| ------------------- \| ------------------- \| ----------------------- \| ------------------- \| ------------------- \| \| 1. \| Simon Gerrans \| Orica-GreenEDGE \| 4h06m33s \| \| \| 2. \| Peter Velits \| Omega Pharma-Quick Step \| + 0s \| \| \| 3. \| Ángel Vicioso \| Katusha \| + 0s \| \| \| 4. \| Francesco Gavazzi \| Astana \| + 0s \| \| \| 5. \| Jakob Fuglsang \| Astana \| + 0s \| \| \| 6. \| Sergio Henao \| Team Sky \| + 0s \| \| \| 7. \| Alberto Contador \| Saxo-Tinkoff \| + 0s \| \| \| 8. \| Richie Porte \| Team Sky \| + 0s \| \| \| 9. \| Nairo Quintana \| Movistar Team \| + 0s \| \| \| 10. \| Pieter Weening \| Orica-GreenEDGE \| + 0s \| \| |                   |                         |          |
| |                   |                         |          |
| |                   |                         |          |
| Classificação geral |                   |                         |          |
| Ciclista | Ciclista          | Equipe                  | Tempo    |
| 1. | Simon Gerrans     | Orica-GreenEDGE         | 4h06m33s |
| 2. | Peter Velits      | Omega Pharma-Quick Step | + 0s     |
| 3. | Ángel Vicioso     | Katusha                 | + 0s     |
| 4. | Francesco Gavazzi | Astana                  | + 0s     |
| 5. | Jakob Fuglsang    | Astana                  | + 0s     |
| 6. | Sergio Henao      | Team Sky                | + 0s     |
| 7. | Alberto Contador  | Saxo-Tinkoff            | + 0s     |
| 8. | Richie Porte      | Team Sky                | + 0s     |
| 9. | Nairo Quintana    | Movistar Team           | + 0s     |
| 10. | Pieter Weening    | Orica-GreenEDGE         | + 0s     |

### Etapa 2
| Elgoibar - Vitoria-Gasteiz | etapa plana | (170,2 km) |

#### Resumo
Ao igual que na jornada inaugural, Amets Txurruka voltou a protagonizar a fuga da jornada: escapado em solitário praticamente desde a saída, seu propósito inicial era coroar em primeira posição os dois primeiros portos do dia (ainda em território guipuzcoano) para somar pontos e consolidar a sua liderança na classificação da montanha, objectivo que conseguiu. No entanto, e dado que tinha acumulando uma vantagem com respeito ao pelotão que chegou a ser de até 5 minutos, o escalador vizcaíno continuou com sua fuga pela llanada alavesa para posteriormente seguir somando pontos nos pequenos portos de Vitoria e San Martín e nas metas volantes, ainda que com uma margem cada vez menor com respeito ao grupo principal até ser finalmente neutralizado.
Na subida a San Martín marcharam-se do pelotão os rodadores Jens Voigt e Adriano Malori, quem depois de superar a cota e ultrapassar a Txurruka passaram a ser a cabeça de corrida. Na suave ascensão ao Zaldiaran, Malori atacou e conseguiu separar-se de Voigt para coroar com 11 segundos sobre o grupo, que já tinha atingido ao alemão. No descida atacaram José Herrada e Matteo Montaguti para unir-se a Malori em cabeça, e pouco depois tentou-o também Philippe Gilbert (com Richie Porte a sua roda). Não obstante, as diferenças eram escassas e para o final da baixada todos estavam agrupados num numeroso pelotão.
Na plana aproximação a Vitoria o Astana tentou controlar o grupo em aras de preparar uma chegada ao sprint para seu velocista Francesco Gavazzi, mas já adentrados nas ruas da capital alavesa foi o Orica GreenEDGE o que se pôs à frente: o líder da geral Simon Gerrans primeiro e Michael Matthews depois fizeram de lançadores para que seu colega Daryl Impey se fizesse com a vitória de etapa na tradicional linha de chegada na Avenida de Gasteiz, repetindo assim o triunfo obtido na edição do ano anterior nesse mesmo palco. Ainda que as diferenças na geral mantiveram-se sem mudanças ao entrar todos em meta com o mesmo tempo, o postómetro determinou uma mudança de líder: Gavazzi, segundo nesse dia, passou a ser o novo camisola amarela, além de fazer-se também provisionalmente com a camisola branca da regularidade.

#### Classificações
| \| Classificação por etapas \| Classificação por etapas \| Classificação por etapas \| Classificação por etapas \| Classificação por etapas \| \| Ciclista \| Ciclista \| Equipe \| Tempo \| \| \| ------------------------ \| ------------------------ \| -------------------------- \| ------------------------ \| ------------------------ \| \| 1. \| Daryl Impey \| Orica-GreenEDGE \| 4h23m31s \| \| \| 2. \| Francesco Gavazzi \| Astana \| + 0s \| \| \| 3. \| Ángel Vicioso \| Katusha \| + 0s \| \| \| 4. \| Daniele Ratto \| Cannondale \| + 0s \| \| \| 5. \| Dennis Vanendert \| Lotto-Belisol \| + 0s \| \| \| 6. \| Michel Kreder \| Garmin-Sharp \| + 0s \| \| \| 7. \| Daniele Pietropolli \| Lampre-Merida \| + 0s \| \| \| 8. \| Egoitz García \| Cofidis, Solutions Crédits \| + 0s \| \| \| 9. \| Maciej Paterski \| Cannondale \| + 0s \| \| \| 10. \| Peter Velits \| Omega Pharma-Quick Step \| + 0s \| \| |                     |                            |          |
| |                     |                            |          |
| |                     |                            |          |
| Classificação por etapas |                     |                            |          |
| Ciclista | Ciclista            | Equipe                     | Tempo    |
| 1. | Daryl Impey         | Orica-GreenEDGE            | 4h23m31s |
| 2. | Francesco Gavazzi   | Astana                     | + 0s     |
| 3. | Ángel Vicioso       | Katusha                    | + 0s     |
| 4. | Daniele Ratto       | Cannondale                 | + 0s     |
| 5. | Dennis Vanendert    | Lotto-Belisol              | + 0s     |
| 6. | Michel Kreder       | Garmin-Sharp               | + 0s     |
| 7. | Daniele Pietropolli | Lampre-Merida              | + 0s     |
| 8. | Egoitz García       | Cofidis, Solutions Crédits | + 0s     |
| 9. | Maciej Paterski     | Cannondale                 | + 0s     |
| 10. | Peter Velits        | Omega Pharma-Quick Step    | + 0s     |

| \| Classificação geral \| Classificação geral \| Classificação geral \| Classificação geral \| Classificação geral \| \| Ciclista \| Ciclista \| Equipe \| Tempo \| \| \| ------------------- \| ------------------- \| ----------------------- \| ------------------- \| ------------------- \| \| 1. \| Francesco Gavazzi \| Astana \| 8h30m04s \| \| \| 2. \| Ángel Vicioso \| Katusha \| + 0s \| \| \| 3. \| Peter Velits \| Omega Pharma-Quick Step \| + 0s \| \| \| 4. \| Jakob Fuglsang \| Astana \| + 0s \| \| \| 5. \| Nairo Quintana \| Movistar Team \| + 0s \| \| \| 6. \| Sergio Henao \| Team Sky \| + 0s \| \| \| 7. \| Simon Gerrans \| Orica-GreenEDGE \| + 0s \| \| \| 8. \| Richie Porte \| Team Sky \| + 0s \| \| \| 9. \| Rui Costa \| Movistar Team \| + 0s \| \| \| 10. \| Tejay van Garderen \| BMC Racing Team \| + 0s \| \| |                    |                         |          |
| |                    |                         |          |
| |                    |                         |          |
| Classificação geral |                    |                         |          |
| Ciclista | Ciclista           | Equipe                  | Tempo    |
| 1. | Francesco Gavazzi  | Astana                  | 8h30m04s |
| 2. | Ángel Vicioso      | Katusha                 | + 0s     |
| 3. | Peter Velits       | Omega Pharma-Quick Step | + 0s     |
| 4. | Jakob Fuglsang     | Astana                  | + 0s     |
| 5. | Nairo Quintana     | Movistar Team           | + 0s     |
| 6. | Sergio Henao       | Team Sky                | + 0s     |
| 7. | Simon Gerrans      | Orica-GreenEDGE         | + 0s     |
| 8. | Richie Porte       | Team Sky                | + 0s     |
| 9. | Rui Costa          | Movistar Team           | + 0s     |
| 10. | Tejay van Garderen | BMC Racing Team         | + 0s     |

### Etapa 3

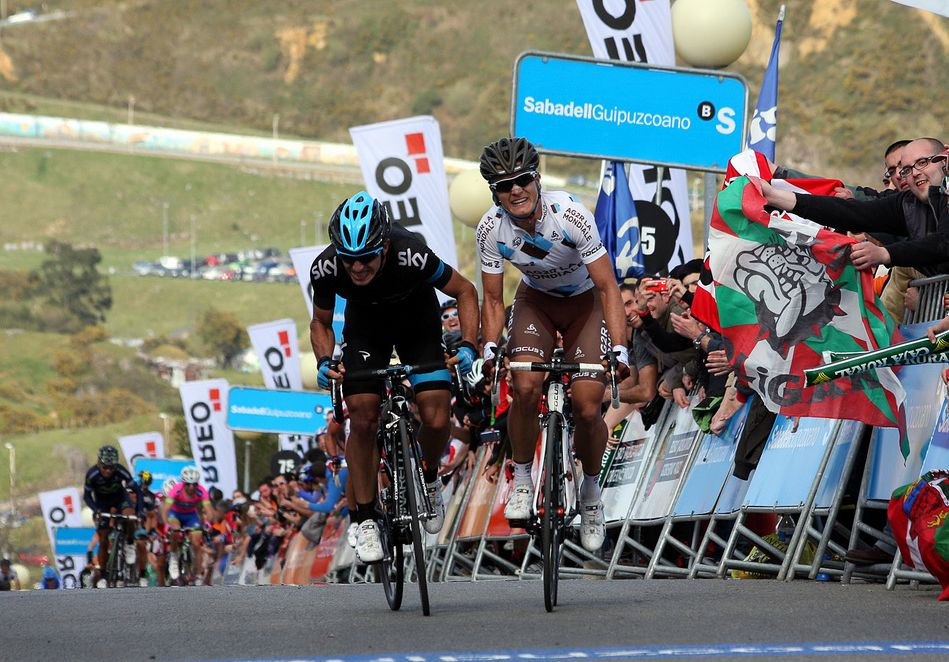
Henao bate a Carlos Betancur em Montes A Longínqua

| Vitoria-Gasteiz - Valle de Trápaga | média montanha | (164,7 km) |

#### Resumo
Na primeira das duas etapas com final em alto a escapada do dia esteve composta por cinco corredores: Amets Txurruka (protagonista pelo terceiro dia consecutivo), Omar Fraile, Mikel Landa, Romain Bardet e Dani Navarro, todos eles com tempo perdido na classificação geral. O quinteto chegou a contar com uma vantagem de até cinco minutos, mas o trabalho do Movistar no pelotão durante a ascensão à Reineta fez que a diferença se reduzisse a menos de dois minutos. Os fugidos puderam baixar a Gallarta e coroar o alto de Cobarón sendo ainda cabeça de corrida, ainda que com uma pequena margem que fez que todos eles terminassem sendo neutralizados pouco depois de cruzar Musques. Pese a que não conseguiram fazer com a vitória de etapa, a fuga sim serviu a Txurruka para seguir somando pontos face a consolidar sua liderança tanta na classificação da montanha como na das metas volantes.
A ascensão final consistia em realidade numa série de duros repechos pelos montes de Triano unidos por trechos de falso plano, pelo que na aproximação no pelotão se viveu uma pugna entre as equipas para se fazer com uma boa colocação. Nas rampas de Puchetas situaram-se à frente do grupo os favoritos, enquanto por detrás iam cedendo algumas unidades, e no falso plano ulterior tratou de fazer com o controle o Saxo-Tinkoff. No trecho das Calizas produziu-se uma mudança de ritmo de Sergio Henao, que conquanto não lhe serviu para se marchar em solitário sim serviu para fazer uma nova seleção de corredores. Finalmente foram Carlos Betancur e Caruso quem saíram das rampas das Calizas com uns metros de vantagem com respeito ao grupo de favoritos, encarando assim o leve descida até povo mineiro do Arvoredo com quase 10 s de margem.
No muro final de 500 metros desde O Arvoredo à meta situada no seu cemitério da Longínqua atacou de novo Henao, quem desse modo conseguiu atingir aos dois homens cabeça de corrida à altura do zigzague de curvas situado no meio do trecho. Na ascendente mas já reta última parte os colombianos Henao e Betancur protagonizaram uma dura luta roda a roda em pós da vitória, na que se impôs de maneira ajustada e sobre a linha de chegada Henao; Betancur alçou o braço em sinal de protesto, ao entender que a mudança de direção e bamboleio do seu rival lhe tinha fechado a trajetória, mas a reclamação foi desestimada pelos juízes. Além do triunfo, Henao conseguiu também fazer com a liderança da geral para se converter assim no novo camisola amarela.
Depois dos dois ciclista e um algo mais atrasado Caruso chegaram o resto de favoritos: o também colombiano Nairo Quintana (a 8 s), um quarteto formado por Ulissi, Porte, Contador e Špilak (a 10 s), Igor Antón (a 16 s) e um grupo de dez que incluía a Samuel Sánchez, Intxausti, Péraud, Gadret, Fuglsang e Cunego (a 21 s). Mais tempo perderam Kreuziger ou Van Garderen, enquanto ciclistas como Talansky, Klöden, Hesjedal e Velits cederam mais de um minuto com respeito a Henao.

#### Classificações
| \| Classificação por etapas \| Classificação por etapas \| Classificação por etapas \| Classificação por etapas \| Classificação por etapas \| \| Ciclista \| Ciclista \| Equipe \| Tempo \| \| \| ------------------------ \| ------------------------ \| ------------------------ \| ------------------------ \| ------------------------ \| \| 1. \| Sergio Henao \| Team Sky \| 3h54m22s \| \| \| 2. \| Carlos Alberto Betancur \| AG2R La Mondiale \| + 0s \| \| \| 3. \| Giampaolo Caruso \| Katusha \| + 5s \| \| \| 4. \| Nairo Quintana \| Movistar Team \| + 8s \| \| \| 5. \| Diego Ulissi \| Lampre-Merida \| + 10s \| \| \| 6. \| Richie Porte \| Team Sky \| + 10s \| \| \| 7. \| Alberto Contador \| Saxo-Tinkoff \| + 10s \| \| \| 8. \| Simon Špilak \| Katusha \| + 10s \| \| \| 9. \| Igor Antón \| Euskaltel Euskadi \| + 16s \| \| \| 10. \| Samuel Sánchez \| Euskaltel Euskadi \| + 21s \| \| |                         |                   |          |
| |                         |                   |          |
| |                         |                   |          |
| Classificação por etapas |                         |                   |          |
| Ciclista | Ciclista                | Equipe            | Tempo    |
| 1. | Sergio Henao            | Team Sky          | 3h54m22s |
| 2. | Carlos Alberto Betancur | AG2R La Mondiale  | + 0s     |
| 3. | Giampaolo Caruso        | Katusha           | + 5s     |
| 4. | Nairo Quintana          | Movistar Team     | + 8s     |
| 5. | Diego Ulissi            | Lampre-Merida     | + 10s    |
| 6. | Richie Porte            | Team Sky          | + 10s    |
| 7. | Alberto Contador        | Saxo-Tinkoff      | + 10s    |
| 8. | Simon Špilak            | Katusha           | + 10s    |
| 9. | Igor Antón              | Euskaltel Euskadi | + 16s    |
| 10. | Samuel Sánchez          | Euskaltel Euskadi | + 21s    |

| \| Classificação geral \| Classificação geral \| Classificação geral \| Classificação geral \| Classificação geral \| \| Ciclista \| Ciclista \| Equipe \| Tempo \| \| \| ------------------- \| ----------------------- \| ------------------- \| ------------------- \| ------------------- \| \| 1. \| Sergio Henao \| Team Sky \| 12h24m26s \| \| \| 2. \| Nairo Quintana \| Movistar Team \| + 8s \| \| \| 3. \| Richie Porte \| Team Sky \| + 10s \| \| \| 4. \| Alberto Contador \| Saxo-Tinkoff \| + 10s \| \| \| 5. \| Giampaolo Caruso \| Katusha \| + 10s \| \| \| 6. \| Simon Špilak \| Katusha \| + 10s \| \| \| 7. \| Jakob Fuglsang \| Astana \| + 21s \| \| \| 8. \| Pieter Weening \| Orica-GreenEDGE \| + 21s \| \| \| 9. \| José Herrada \| Movistar Team \| + 21s \| \| \| 10. \| Carlos Alberto Betancur \| AG2R La Mondiale \| + 21s \| \| |                         |                  |           |
| |                         |                  |           |
| |                         |                  |           |
| Classificação geral |                         |                  |           |
| Ciclista | Ciclista                | Equipe           | Tempo     |
| 1. | Sergio Henao            | Team Sky         | 12h24m26s |
| 2. | Nairo Quintana          | Movistar Team    | + 8s      |
| 3. | Richie Porte            | Team Sky         | + 10s     |
| 4. | Alberto Contador        | Saxo-Tinkoff     | + 10s     |
| 5. | Giampaolo Caruso        | Katusha          | + 10s     |
| 6. | Simon Špilak            | Katusha          | + 10s     |
| 7. | Jakob Fuglsang          | Astana           | + 21s     |
| 8. | Pieter Weening          | Orica-GreenEDGE  | + 21s     |
| 9. | José Herrada            | Movistar Team    | + 21s     |
| 10. | Carlos Alberto Betancur | AG2R La Mondiale | + 21s     |

### Etapa 4
| Valle de Trápaga - Arrate | alta montanha | (151,6 km) |

#### Resumo
A segunda etapa consecutiva de montanha esteve marcada pela chuva e o frio, em contraste com os dias anteriores. Ao pouco de começar retirava-se da competição o belga Jurgen Van den Broeck, e pouco depois fariam o próprio Simon Gerrans, Jérémy Roy, Janez Brajkovič e Thomas de Gendt. A jornada teve um início nervoso no que se sucederam as tentativas de fuga infrutuosas, participando em várias delas Gorka Izagirre, incluída uma efémera escapada de nove corredores que foi rapidamente abortada pelo pelotão ao se encontrar nela Andrew Talansky, considerado um rival face à classificação geral. Essas tentativas de fuga fizeram que apesar do mau tempo a primeira hora de corrida se corresse a uma grande velocidade (49 km/h em media), percorrendo nesse tempo praticamente em sua totalidade o trecho plano prévio ao periplo montanhoso que lhes esperava.
Pouco antes de completar a primeira hora, e a pouco mais de quinze quilómetros da primeira cimeira do dia, o alto de Pagatza, se formava uma escapada que sim conseguiria se consolidar como cabeça de corrida, composta por cinco ciclistas: Peter Velits, Eduard Vorganov, Matteo Montaguti, Daniele Ratto e Rein Taaramäe; Velits, o melhor colocado na geral, estava a 1 min 49 s do líder após ter cedido esse tempo na etapa anterior. Os fugidos coroaram Pagatza com uma vantagem de 5 minutos e mantiveram grande parte da margem sobre um pelotão encabeçado pelos seis corredores do Sky nas subidas a Karabieta Miota: ao primeiro passo por Eibar, a 40 km de meta e que dava início à parte decisiva da jornada, contavam ainda com 4 min 10 s.
Na primeira subida a Arrate, o alto de Ixua, ficaram sucessivamente descolgados Taaramae, Vorganov e Ratto, conquanto este último conseguiu unir no descida a Velits e Montaguti em cabeça de corrida. O trío cabeceiro encarou a ascensão a San Miguel com mais de quatro minutos de margem. O trabalho do Movistar no pelotão fez que a diferença baixasse a 2 min 30 s na cume, mas o que não se seguisse reduzindo no descida fez que no plano posterior por Elgóibar passassem a colaborar também na perseguição os conjuntos Euskaltel Euskadi, Astana e Sky: ao segundo passo por Eibar a margem limitava-se a 1 min 20 s.
A última ascensão do dia e segunda a Arrate, o alto de Usartza, supôs o final da escapada: Ratto cedeu nas primeiras rampas e os dois sobreviventes da fuga, Velits e Montaguti, viram como a sua margem acabou de extinguir com as mudanças de ritmo de Movistar (com José Herrada) e Sky (com o líder Sergio Henao), bem como pela ação de grupos perseguidores que foram saltando do pelotão. A 5 km para o final da etapa, Simon Špilak e Pieter Weening atingiram a Velits e Montaguti. Špilak tratou de ir-se em solitário, mas depois de chegar a contar com 13 s na última parte da ascensão terminou sendo caçado pelo grupo dos favoritos no momento em que cruzava o cartaz que indicava que tinha coroado o porto, a 2 km de meta.
O sexteto composto pelo líder Henao, Nairo Quintana, Richie Porte, Alberto Contador, Carlos Betancur, Jean-Christophe Péraud e o próprio Špilak enfilou então o leve descida para o Santuário de Arrate. Quintana tomou uma pequena vantagem antes da série final de curvas esquerda-direita e conseguiu desse modo fazer com a vitória de etapa, atravessando a linha de chegada com 2 segundos de vantagem aos demais, encabeçados por um Henao que seguia dessa forma à frente da classificação. O resto de candidatos para a geral foram chegando à meta sozinhos ou em pequenos grupos e acumularam maior atraso: ainda por abaixo do médio minuto Weening, Samuel Sánchez, Poels ou Cunego, algo mais atrasados Intxausti, Talansky ou Van Garderen e já mais de um minuto gente como Fuglsang, Velits ou Kreuziger. Tanto Péraud como Talansky sofreram sendas caídas no momento em que cruzavam a linha branca de meta devido à superfície escorregadia como consequência da chuva sob a que se tinha disputado a etapa.

#### Classificações
| \| Classificação por etapas \| Classificação por etapas \| Classificação por etapas \| Classificação por etapas \| Classificação por etapas \| \| Ciclista \| Ciclista \| Equipe \| Tempo \| \| \| ------------------------ \| ------------------------ \| ------------------------ \| ------------------------ \| ------------------------ \| \| 1. \| Nairo Quintana \| Movistar Team \| 3h58m52s \| \| \| 2. \| Sergio Henao \| Team Sky \| + 2s \| \| \| 3. \| Alberto Contador \| Saxo-Tinkoff \| + 2s \| \| \| 4. \| Carlos Alberto Betancur \| AG2R La Mondiale \| + 2s \| \| \| 5. \| Simon Špilak \| Katusha \| + 2s \| \| \| 6. \| Richie Porte \| Team Sky \| + 2s \| \| \| 7. \| Jean-Christophe Péraud \| AG2R La Mondiale \| + 2s \| \| \| 8. \| Pieter Weening \| Orica-GreenEDGE \| + 16s \| \| \| 9. \| Samuel Sánchez \| Euskaltel Euskadi \| + 23s \| \| \| 10. \| Alberto Losada \| Katusha \| + 24s \| \| |                         |                   |          |
| |                         |                   |          |
| |                         |                   |          |
| Classificação por etapas |                         |                   |          |
| Ciclista | Ciclista                | Equipe            | Tempo    |
| 1. | Nairo Quintana          | Movistar Team     | 3h58m52s |
| 2. | Sergio Henao            | Team Sky          | + 2s     |
| 3. | Alberto Contador        | Saxo-Tinkoff      | + 2s     |
| 4. | Carlos Alberto Betancur | AG2R La Mondiale  | + 2s     |
| 5. | Simon Špilak            | Katusha           | + 2s     |
| 6. | Richie Porte            | Team Sky          | + 2s     |
| 7. | Jean-Christophe Péraud  | AG2R La Mondiale  | + 2s     |
| 8. | Pieter Weening          | Orica-GreenEDGE   | + 16s    |
| 9. | Samuel Sánchez          | Euskaltel Euskadi | + 23s    |
| 10. | Alberto Losada          | Katusha           | + 24s    |

| \| Classificação geral \| Classificação geral \| Classificação geral \| Classificação geral \| Classificação geral \| \| Ciclista \| Ciclista \| Equipe \| Tempo \| \| \| ------------------- \| ----------------------- \| ------------------- \| ------------------- \| ------------------- \| \| 1. \| Sergio Henao \| Team Sky \| 16h23m20s \| \| \| 2. \| Nairo Quintana \| Movistar Team \| + 6s \| \| \| 3. \| Richie Porte \| Team Sky \| + 10s \| \| \| 4. \| Alberto Contador \| Saxo-Tinkoff \| + 10s \| \| \| 5. \| Simon Špilak \| Katusha \| + 10s \| \| \| 6. \| Carlos Alberto Betancur \| AG2R La Mondiale \| + 21s \| \| \| 7. \| Jean-Christophe Péraud \| AG2R La Mondiale \| + 26s \| \| \| 8. \| Pieter Weening \| Orica-GreenEDGE \| + 35s \| \| \| 9. \| Giampaolo Caruso \| Katusha \| + 35s \| \| \| 10. \| Samuel Sánchez \| Euskaltel Euskadi \| + 47s \| \| |                         |                   |           |
| |                         |                   |           |
| |                         |                   |           |
| Classificação geral |                         |                   |           |
| Ciclista | Ciclista                | Equipe            | Tempo     |
| 1. | Sergio Henao            | Team Sky          | 16h23m20s |
| 2. | Nairo Quintana          | Movistar Team     | + 6s      |
| 3. | Richie Porte            | Team Sky          | + 10s     |
| 4. | Alberto Contador        | Saxo-Tinkoff      | + 10s     |
| 5. | Simon Špilak            | Katusha           | + 10s     |
| 6. | Carlos Alberto Betancur | AG2R La Mondiale  | + 21s     |
| 7. | Jean-Christophe Péraud  | AG2R La Mondiale  | + 26s     |
| 8. | Pieter Weening          | Orica-GreenEDGE   | + 35s     |
| 9. | Giampaolo Caruso        | Katusha           | + 35s     |
| 10. | Samuel Sánchez          | Euskaltel Euskadi | + 47s     |

### Etapa 5
| Eibar - Beasain | média montanha | (166,1 km) |

#### Resumo
A penúltima etapa, última em estrada, contava com um perfil avariado pela comarca do Goyerri que incluía até dez cotas pontuáveis. À dificuldade própria do percurso uniu-se o mau tempo, com baixas temperaturas e frequentes intervalos de precipitações (principalmente em forma de chuva, e inclusive de neve em algum momento). Todo isso propiciou que nesse dia deixassem a corrida 75 ciclistas entre não apresentados e retirados, incluindo a ciclistas como Philippe Gilbert, Andreas Klöden, Tejay Van Garderen, Ryder Hesjedal ou Andy Schleck.
Depois das primeiras ascensões a Olaberría e Gaviria ficou estabelecida uma fuga de cinco corredores: Dani Navarro, José Herrada, Rui Costa, Andrew Talansky e Jakob Fuglsang, estes dois últimos considerados antes do início da rodada basca candidatos ao triunfo final mas que depois da quatro jornadas anteriores tinham perdido já mais de um minuto na geral; Ion Izagirre tinha ficado já descolado ao não poder seguir o ritmo dos outros cinco. A cabeça de corrida coroou o porto com 50 s sobre Amets Txurruka e Omar Fraile, ambos da Caja Rural-Seguros RGA, e 1 min 40 s sobre um pelotão comandado pelo Sky (os gregários Xabier Zandio e Vasil Kiryienka, amém do líder Sergio Henao e o chefe de fileiras Richie Porte). Após o passo por Mutiloa o par vizcaína reduziu o seu atraso com respeito aos cinco de diante a 32 s, e dado que um Txurruka extenuado depois das escapadas dos três primeiros dias não podia lhe seguir o ritmo Fraile continuou com a perseguição em solitário, lhes dando caça à saída de Segura; nesse momento o sexteto cabeceiro seguia contando com um minuto de vantagem sobre o grupo principal.
Na segunda subida a Olaberría Fraile realizou uma mudança de ritmo que pôs em auros ao resto de escapados e que finalmente lhe permitiu se marchar em solitário, deixando atrás aos outros cinco ciclistas. No pelotão saltaram Thibaut Pinot e Gorka Izagirre: o segundo deles se marchou na descida até chegar a contactar com o quinteto, mas depois do primeiro passo por Beasain o grupo principal encabeçado pelo Sky (do que atirava Kiryienka, único gregário ainda disponível para o Sky de Henao e Porte) neutralizou a todos os perseguidores. Fraile, que seguia fugido, chegou a ampliar a sua margem até 1 min 35 s na segunda ascensão a Gaviria e coroou Barbaris com ainda um minuto de vantagem, o que fez que Euskaltel Euskadi colaborasse com o Sky em sua perseguição.
Na terça e última subida a Olaberría foi o líder Henao quem pôs-se a atirar do grupo, que atingiu assim a Fraile. Nas últimas rampas, coincidindo com o aparecimento de um sol que manter-se-ia até metra, tentou se ir Samuel Sánchez com Henao a sua roda, aguentando também Porte, Špilak e Nairo Quintana; algo mais atrasado rodava Contador. Na descida, e partindo de sua posição em cabeça, Samuel Sánchez tentou novamente e levou-se com ele de novo a Henao, mas em Lazcano foram atingidos e se formou assim o grupo de favoritos com oito unidades: Samuel Sánchez, Henao, Porte, Quintana, Špilak, Contador, Weening e Gadret. No plano para Beasain produziu-se o ataque de Porte: Quintana tratou de responder apanhando-lhe a roda, mas não pôde e o australiano se marchou em solitário a meta em pos da vitória, cruzando a linha de chegada com 4 s com respeito aos sete aos que tinha deixado atrás, incluindo seu colega Henao ao que recortava assim sua renda na classificação geral face à decisiva contrarrelógio final do dia seguinte. Outros contendiendtes foram chegando a meta em pequenos grupos: a 20 s fizeram-no Ulissi, Betancur e Caruso, a 27 s Poels e a 44 s Cunego, Velits, Kreuziger e Intxausti; Péraud, até então sétimo na geral, cedeu mais de três minutos.

#### Classificações
| \| Classificação por etapas \| Classificação por etapas \| Classificação por etapas \| Classificação por etapas \| Classificação por etapas \| \| Ciclista \| Ciclista \| Equipe \| Tempo \| \| \| ------------------------ \| ------------------------ \| ------------------------ \| ------------------------ \| ------------------------ \| \| 1. \| Richie Porte \| Team Sky \| 4h40m43s \| \| \| 2. \| Samuel Sánchez \| Euskaltel Euskadi \| + 4s \| \| \| 3. \| Sergio Henao \| Team Sky \| + 4s \| \| \| 4. \| Nairo Quintana \| Movistar Team \| + 4s \| \| \| 5. \| Pieter Weening \| Orica-GreenEDGE \| + 4s \| \| \| 6. \| John Gadret \| AG2R La Mondiale \| + 4s \| \| \| 7. \| Alberto Contador \| Saxo-Tinkoff \| + 4s \| \| \| 8. \| Simon Špilak \| Katusha \| + 4s \| \| \| 9. \| Diego Ulissi \| Lampre-Merida \| + 20s \| \| \| 10. \| Giampaolo Caruso \| Katusha \| + 20s \| \| |                  |                   |          |
| |                  |                   |          |
| |                  |                   |          |
| Classificação por etapas |                  |                   |          |
| Ciclista | Ciclista         | Equipe            | Tempo    |
| 1. | Richie Porte     | Team Sky          | 4h40m43s |
| 2. | Samuel Sánchez   | Euskaltel Euskadi | + 4s     |
| 3. | Sergio Henao     | Team Sky          | + 4s     |
| 4. | Nairo Quintana   | Movistar Team     | + 4s     |
| 5. | Pieter Weening   | Orica-GreenEDGE   | + 4s     |
| 6. | John Gadret      | AG2R La Mondiale  | + 4s     |
| 7. | Alberto Contador | Saxo-Tinkoff      | + 4s     |
| 8. | Simon Špilak     | Katusha           | + 4s     |
| 9. | Diego Ulissi     | Lampre-Merida     | + 20s    |
| 10. | Giampaolo Caruso | Katusha           | + 20s    |

| \| Classificação geral \| Classificação geral \| Classificação geral \| Classificação geral \| Classificação geral \| \| Ciclista \| Ciclista \| Equipe \| Tempo \| \| \| ------------------- \| ----------------------- \| ------------------- \| ------------------- \| ------------------- \| \| 1. \| Sergio Henao \| Team Sky \| 21h04m07s \| \| \| 2. \| Nairo Quintana \| Movistar Team \| + 6s \| \| \| 3. \| Richie Porte \| Team Sky \| + 6s \| \| \| 4. \| Alberto Contador \| Saxo-Tinkoff \| + 10s \| \| \| 5. \| Simon Špilak \| Katusha \| + 10s \| \| \| 6. \| Pieter Weening \| Orica-GreenEDGE \| + 35s \| \| \| 7. \| Carlos Alberto Betancur \| AG2R La Mondiale \| + 37s \| \| \| 8. \| Samuel Sánchez \| Euskaltel Euskadi \| + 47s \| \| \| 9. \| Giampaolo Caruso \| Katusha \| + 51s \| \| \| 10. \| Diego Ulissi \| Lampre-Merida \| + 1m03s \| \| |                         |                   |           |
| |                         |                   |           |
| |                         |                   |           |
| Classificação geral |                         |                   |           |
| Ciclista | Ciclista                | Equipe            | Tempo     |
| 1. | Sergio Henao            | Team Sky          | 21h04m07s |
| 2. | Nairo Quintana          | Movistar Team     | + 6s      |
| 3. | Richie Porte            | Team Sky          | + 6s      |
| 4. | Alberto Contador        | Saxo-Tinkoff      | + 10s     |
| 5. | Simon Špilak            | Katusha           | + 10s     |
| 6. | Pieter Weening          | Orica-GreenEDGE   | + 35s     |
| 7. | Carlos Alberto Betancur | AG2R La Mondiale  | + 37s     |
| 8. | Samuel Sánchez          | Euskaltel Euskadi | + 47s     |
| 9. | Giampaolo Caruso        | Katusha           | + 51s     |
| 10. | Diego Ulissi            | Lampre-Merida     | + 1m03s   |

### Etapa 6
| Beasain - Beasain | contrarrelógio individual | (24 km) |

#### Resumo
A decisiva contrarrelógio com a que concluía a rodada basca, idêntica ao trecho final da etapa anterior, se disputou sob umas condições de frio e chuva, após que as cimeiras dos arredores de Beasain tivessem amanhecido nevadas. O ponto intermediário fixou-se em Ceráin, entre o alto de Liernia e o duro trecho de Olaberría, enquanto a reta de meta estava situada numa rua empedrada da cintura urbana da vila vagonera.
O especialista Tony Martin, vigente campeão do mundo da modalidade e dos primeiros em tomar a saída devido ao atraso acumulado nas jornadas prévias, marcou o tempo de referência com 35 min 05 s. A sua marca não seria superada posteriormente por quem se disputavam a geral, de modo que o contrarrelógista alemão se fez com a vitória de etapa.
Entre quem disputavam-se o triunfo absoluto e o pódio final, no ponto intermediário foi Nairo Quintana quem realizou o melhor tempo, avantajando ao teórico favorito Richie Porte em 10 s. O jovem colombiano certificou em meta essa superioridade para adjudicar-se assim a camisola amarela e a txapela de vencedor da corrida. No pódio final esteve escoltado por dois ciclistas do Sky, Richie Porte (a 23 s) e o até então líder Sergio Henao (a 34 s), quem pôde conservar o terceiro degrau por um segundo ante Simon Špilak, finalmente quarto depois de protagonizar uma boa sessão que sim lhe serviu para superar a Alberto Contador.
A crono, na que se confirmaram o sexto e sétimo postos de Pieter Weening e Carlos Betancur, serviu também para que se metessem entre os dez primeiros da geral Beñat Intxausti, Wouter Poels e John Gadret, em detrimento de Samuel Sánchez, Giampaolo Caruso e Diego Ulissi.

#### Classificações
| \| Classificação por etapas \| Classificação por etapas \| Classificação por etapas \| Classificação por etapas \| Classificação por etapas \| \| Ciclista \| Ciclista \| Equipe \| Tempo \| \| \| ------------------------ \| ------------------------ \| ------------------------ \| ------------------------ \| ------------------------ \| \| 1. \| Tony Martin \| Omega Pharma-Quick Step \| 35m05s \| \| \| 2. \| Nairo Quintana \| Movistar Team \| + 17s \| \| \| 3. \| Beñat Intxausti \| Movistar Team \| + 32s \| \| \| 4. \| Richie Porte \| Team Sky \| + 40s \| \| \| 5. \| Simon Špilak \| Katusha \| + 48s \| \| \| 6. \| Jean-Christophe Péraud \| AG2R La Mondiale \| + 51s \| \| \| 7. \| Sergio Henao \| Team Sky \| + 57s \| \| \| 8. \| Carlos Alberto Betancur \| AG2R La Mondiale \| + 1m05s \| \| \| 9. \| Pieter Weening \| Orica-GreenEDGE \| + 1m06s \| \| \| 10. \| Alberto Contador \| Saxo-Tinkoff \| + 1m07s \| \| |                         |                         |         |
| |                         |                         |         |
| |                         |                         |         |
| Classificação por etapas |                         |                         |         |
| Ciclista | Ciclista                | Equipe                  | Tempo   |
| 1. | Tony Martin             | Omega Pharma-Quick Step | 35m05s  |
| 2. | Nairo Quintana          | Movistar Team           | + 17s   |
| 3. | Beñat Intxausti         | Movistar Team           | + 32s   |
| 4. | Richie Porte            | Team Sky                | + 40s   |
| 5. | Simon Špilak            | Katusha                 | + 48s   |
| 6. | Jean-Christophe Péraud  | AG2R La Mondiale        | + 51s   |
| 7. | Sergio Henao            | Team Sky                | + 57s   |
| 8. | Carlos Alberto Betancur | AG2R La Mondiale        | + 1m05s |
| 9. | Pieter Weening          | Orica-GreenEDGE         | + 1m06s |
| 10. | Alberto Contador        | Saxo-Tinkoff            | + 1m07s |

## Classificações finais
- As classificações finalizaram da seguinte forma:[56]

### Classificação geral

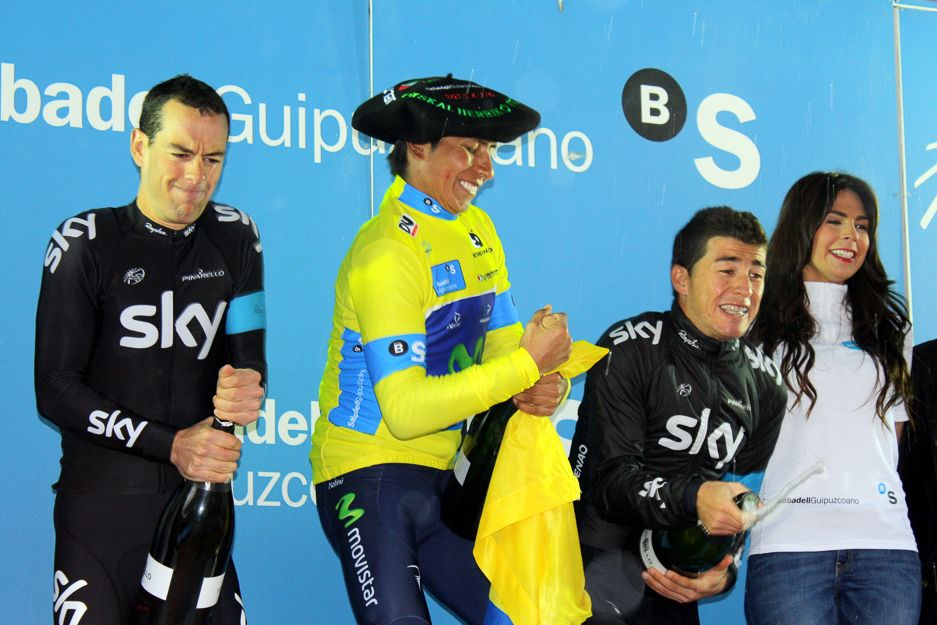
Podio 2013: Quintana, Porte e Henao

| \| Classificação geral \| Classificação geral \| Classificação geral \| Classificação geral \| Classificação geral \| \| Ciclista \| Ciclista \| Equipe \| Tempo \| \| \| ------------------- \| ----------------------- \| ----------------------- \| ------------------- \| ------------------- \| \| 1. \| Nairo Quintana \| Movistar Team \| 21h39m35s \| \| \| 2. \| Richie Porte \| Team Sky \| + 23s \| \| \| 3. \| Sergio Henao \| Team Sky \| + 34s \| \| \| 4. \| Simon Špilak \| Katusha \| + 35s \| \| \| 5. \| Alberto Contador \| Saxo-Tinkoff \| + 54s \| \| \| 6. \| Pieter Weening \| Orica-GreenEDGE \| + 1m18s \| \| \| 7. \| Carlos Alberto Betancur \| AG2R La Mondiale \| + 1m19s \| \| \| 8. \| Beñat Intxausti \| Movistar Team \| + 1m57s \| \| \| 9. \| Wout Poels \| Vacansoleil-DCM \| + 2m47s \| \| \| 10. \| John Gadret \| AG2R La Mondiale \| + 2m56s \| \| \| 11. \| Tom Danielson \| Garmin-Sharp \| + 3m09s \| \| \| 12. \| Giampaolo Caruso \| Katusha \| + 3m10s \| \| \| 13. \| Rui Costa \| Movistar Team \| + 3m25s \| \| \| 14. \| Diego Ulissi \| Lampre-Merida \| + 3m36s \| \| \| 15. \| Samuel Sánchez \| Euskaltel Euskadi \| + 3m36s \| \| \| 16. \| Damiano Cunego \| Lampre-Merida \| + 3m36s \| \| \| 17. \| Jean-Christophe Péraud \| AG2R La Mondiale \| + 3m52s \| \| \| 18. \| Roman Kreuziger \| Saxo-Tinkoff \| + 3m59s \| \| \| 19. \| Alberto Losada \| Katusha \| + 4m19s \| \| \| 20. \| Peter Velits \| Omega Pharma-Quick Step \| + 4m50s \| \| |                         |                         |           |
| |                         |                         |           |
| Fonte: ProCyclingStats |                         |                         |           |
| Classificação geral |                         |                         |           |
| Ciclista | Ciclista                | Equipe                  | Tempo     |
| 1. | Nairo Quintana          | Movistar Team           | 21h39m35s |
| 2. | Richie Porte            | Team Sky                | + 23s     |
| 3. | Sergio Henao            | Team Sky                | + 34s     |
| 4. | Simon Špilak            | Katusha                 | + 35s     |
| 5. | Alberto Contador        | Saxo-Tinkoff            | + 54s     |
| 6. | Pieter Weening          | Orica-GreenEDGE         | + 1m18s   |
| 7. | Carlos Alberto Betancur | AG2R La Mondiale        | + 1m19s   |
| 8. | Beñat Intxausti         | Movistar Team           | + 1m57s   |
| 9. | Wout Poels              | Vacansoleil-DCM         | + 2m47s   |
| 10. | John Gadret             | AG2R La Mondiale        | + 2m56s   |
| 11. | Tom Danielson           | Garmin-Sharp            | + 3m09s   |
| 12. | Giampaolo Caruso        | Katusha                 | + 3m10s   |
| 13. | Rui Costa               | Movistar Team           | + 3m25s   |
| 14. | Diego Ulissi            | Lampre-Merida           | + 3m36s   |
| 15. | Samuel Sánchez          | Euskaltel Euskadi       | + 3m36s   |
| 16. | Damiano Cunego          | Lampre-Merida           | + 3m36s   |
| 17. | Jean-Christophe Péraud  | AG2R La Mondiale        | + 3m52s   |
| 18. | Roman Kreuziger         | Saxo-Tinkoff            | + 3m59s   |
| 19. | Alberto Losada          | Katusha                 | + 4m19s   |
| 20. | Peter Velits            | Omega Pharma-Quick Step | + 4m50s   |

### Classificação da regularidade
| Classificação por pontos | Classificação por pontos | Classificação por pontos | Classificação por pontos | Classificação por pontos |
| Ciclista                 | Ciclista                 | Equipe                   | Pontos                   |                          |
| ------------------------ | ------------------------ | ------------------------ | ------------------------ | ------------------------ |
| 1.                       | Nairo Quintana           | Movistar Team            | 83 pts                   |                          |
| 2.                       | Sergio Henao             | Team Sky                 | 80 pts                   |                          |
| 3.                       | Richie Porte             | Team Sky                 | 67 pts                   |                          |
| 4.                       | Alberto Contador         | Saxo-Tinkoff             | 49 pts                   |                          |
| 5.                       | Carlos Alberto Betancur  | AG2R La Mondiale         | 47 pts                   |                          |
| 6.                       | Simon Špilak             | Katusha                  | 42 pts                   |                          |
| 7.                       | Francesco Gavazzi        | Astana                   | 34 pts                   |                          |
| 8.                       | Pieter Weening           | Orica-GreenEDGE          | 33 pts                   |                          |
| 9.                       | Samuel Sánchez           | Euskaltel Euskadi        | 33 pts                   |                          |
| 10.                      | Peter Velits             | Omega Pharma-Quick Step  | 28 pts                   |                          |

### Classificação da montanha
| Classificação da montanha | Classificação da montanha | Classificação da montanha | Classificação da montanha | Classificação da montanha |
| Ciclista                  | Ciclista                  | Equipe                    | Pontos                    |                           |
| ------------------------- | ------------------------- | ------------------------- | ------------------------- | ------------------------- |
| 1.                        | Amets Txurruka            | Caja Rural-Seguros RGA    | 64 pts                    |                           |
| 2.                        | José Herrada              | Movistar Team             | 32 pts                    |                           |
| 3.                        | Laurent Didier            | RadioShack-Leopard        | 27 pts                    |                           |
| 4.                        | Omar Fraile               | Caja Rural-Seguros RGA    | 21 pts                    |                           |
| 5.                        | Matteo Montaguti          | AG2R La Mondiale          | 20 pts                    |                           |
| 6.                        | Peter Velits              | Omega Pharma-Quick Step   | 18 pts                    |                           |
| 7.                        | Richie Porte              | Team Sky                  | 14 pts                    |                           |
| 8.                        | Sergio Henao              | Team Sky                  | 13 pts                    |                           |
| 9.                        | Egor Silin                | Astana                    | 13 pts                    |                           |
| 10.                       | Simon Špilak              | Katusha                   | 11 pts                    |                           |

### Classificação das metas volantes
| Classificação por velocidade | Classificação por velocidade | Classificação por velocidade | Classificação por velocidade | Classificação por velocidade |
| Ciclista                     | Ciclista                     | Equipe                       | Pontos                       |                              |
| ---------------------------- | ---------------------------- | ---------------------------- | ---------------------------- | ---------------------------- |
| 1.                           | Amets Txurruka               | Caja Rural-Seguros RGA       | 23 pts                       |                              |
| 2.                           | Laurent Didier               | RadioShack-Leopard           | 9 pts                        |                              |
| 3.                           | Matteo Montaguti             | AG2R La Mondiale             | 8 pts                        |                              |
| 4.                           | Matteo Montaguti             | AG2R La Mondiale             | 8 pts                        |                              |
| 5.                           | Omar Fraile                  | Caja Rural-Seguros RGA       | 6 pts                        |                              |

### Classificação por equipas
| Classificação por equipes | Classificação por equipes | Classificação por equipes | Classificação por equipes |
| Equipe                    | Equipe                    | Tempo                     |                           |
| ------------------------- | ------------------------- | ------------------------- | ------------------------- |
| 1.                        | Movistar Team             | 65h03m18s                 |                           |
| 2.                        | AG2R La Mondiale          | + 1m52s                   |                           |
| 3.                        | Katusha                   | + 2m46s                   |                           |
| 4.                        | Lampre-Merida             | + 10m31s                  |                           |
| 5.                        | Saxo-Tinkoff              | + 18m41s                  |                           |

## Evolução das classificações
| Etapa (Vencedor)              | Classificação geral | Classificação da montanha | Classificação da regularidade | Classificação das metas volantes | Classificação por equipas |
| ----------------------------- | ------------------- | ------------------------- | ----------------------------- | -------------------------------- | ------------------------- |
| 1.ª etapa (Simon Gerrans)     | Simon Gerrans       | Amets Txurruka            | Simon Gerrans                 | Amets Txurruka                   | Astana                    |
| 2.ª etapa (Daryl Impey)       | Francesco Gavazzi   | Amets Txurruka            | Francesco Gavazzi             | Amets Txurruka                   | Astana                    |
| 3.ª etapa (Sergio Henao)      | Sergio Henao        | Amets Txurruka            | Sergio Henao                  | Amets Txurruka                   | Movistar                  |
| 4.ª etapa (Nairo Quintana)    | Sergio Henao        | Amets Txurruka            | Sergio Henao                  | Amets Txurruka                   | Katusha                   |
| 5.ª etapa (Richie Porte)      | Sergio Henao        | Amets Txurruka            | Sergio Henao                  | Amets Txurruka                   | Movistar                  |
| 6.ª etapa (CRI) (Tony Martin) | Nairo Quintana      | Amets Txurruka            | Nairo Quintana                | Amets Txurruka                   | Movistar                  |
| Final                         | Nairo Quintana      | Amets Txurruka            | Nairo Quintana                | Amets Txurruka                   | Movistar                  |

## UCI WorldTour de 2013
Nesta edição outorgaram-se pontos para o Ranking UCI WorldTour de 2013 somente aos corredores de equipas ProTeam.
| Posição             | 1°  | 2° | 3° | 4° | 5° | 6° | 7° | 8° | 9° | 10° |
| Classificação Geral | 100 | 80 | 70 | 60 | 50 | 40 | 30 | 20 | 10 | 4   |
| Por Etapa           | 6   | 4  | 2  | 1  | 1  |    |    |    |    |     |

| #  | Corredor         | Equipa                  | Pontos |
| -- | ---------------- | ----------------------- | ------ |
| 1  | Nairo Quintana   | Movistar                | 112    |
| 2  | Richie Porte     | Sky                     | 87     |
| 3  | Sergio Henao     | Sky                     | 82     |
| 4  | Simon Špilak     | Katusha                 | 62     |
| 5  | Alberto Contador | Saxo-Tinkoff            | 52     |
| 6  | Pieter Weening   | Orica GreenEDGE         | 41     |
| 7  | Carlos Betancur  | AG2R La Mondiale        | 35     |
| 8  | Beñat Intxausti  | Movistar                | 22     |
| 9  | Wout Poels       | Vacansoleil             | 10     |
| 10 | Tony Martin      | Omega Pharma-Quick Step | 6      |
| 10 | Simon Gerrans    | Orica GreenEDGE         | 6      |
| 10 | Daryl Impey      | Orica GreenEDGE         | 6      |

## Cobertura televisiva
A retransmissão televisiva da corrida correu a cargo de Euskal Telebista (ETB), a televisão pública basca, que emitiu todas as etapas ao vivo através de ETB 1 e em diferido por ETB Sat. Além de duas motos e as câmaras fixas de meta, contou-se também com um helicóptero para obter imagens aéreas. O narrador das retransmisões foi Fermin Aramendi, máximo responsável do ciclismo em dita estação, secundado nos comentários pelo exciclista e presentador de informativos Xabier Usabiaga. O jornalista Alfonso Arroio seguia in situ a corrida desde uma moto, entrevistando aos diretores desportivos que iam nos carros e dando referências de tempos e dorsais, além de entrevistar aos ciclistas mais destacados ao termo de cada etapa.
O sinal televisivo da corrida foi facilitada assim mesmo a outras correntes:
- Eurosport (Europa)
- Universal Sports TV (América do Norte)
- RAI Sport 2 (Itália)
- Sport+ (França e satélites em Europa)
- Forta (televisões autonómicas da Espanha)